# Nebojša Zorkić
Nebojša Zorkić  (21 de agosto de 1961, en  RFS Yugoslavia) fue un jugador de baloncesto serbio. Consiguió la medalla de bronce con Yugoslavia en los Juegos Olímpicos de Los Ángeles 1984.